# Giuseppe Maria Sanfelice

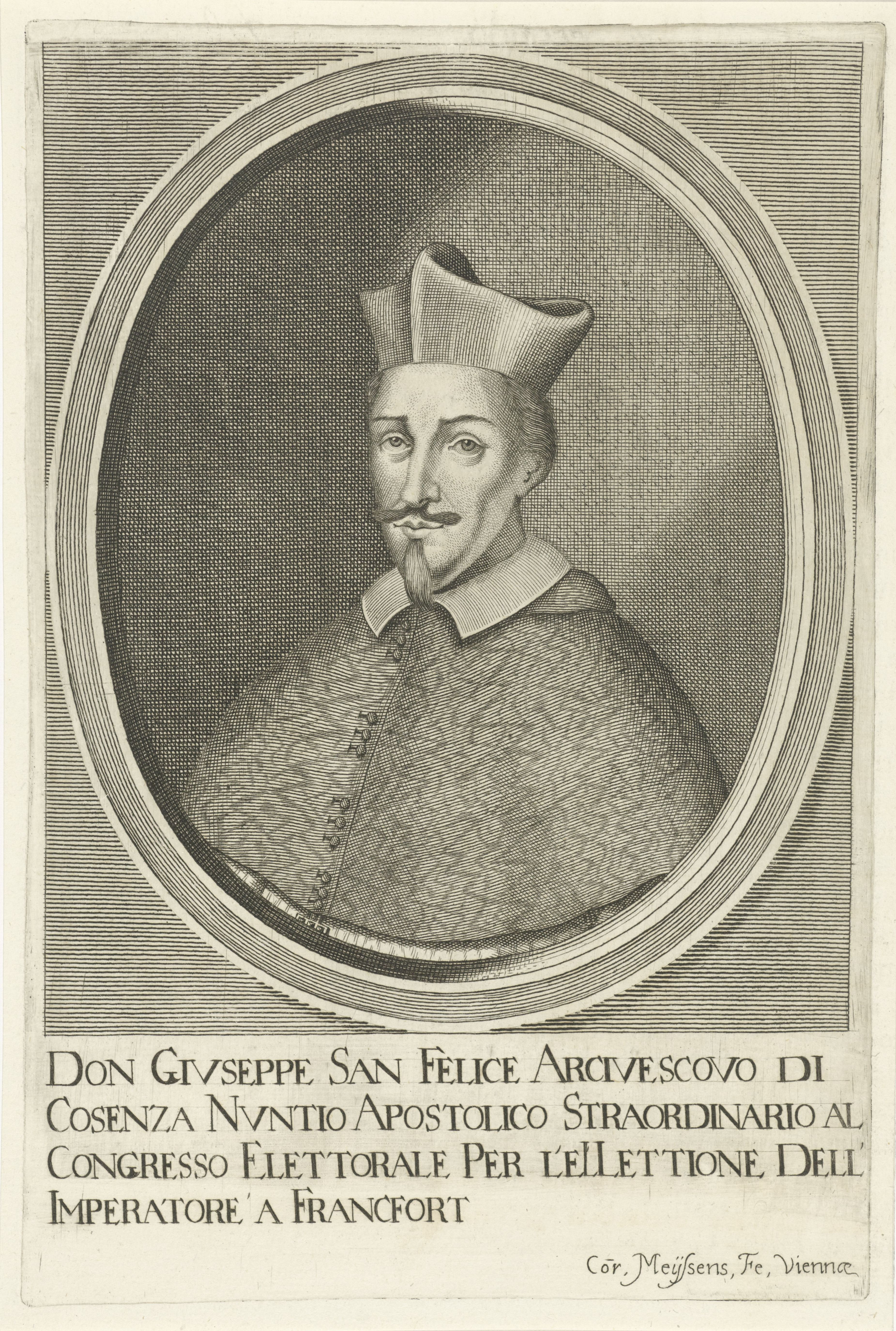
Giuseppe Maria Sanfelice

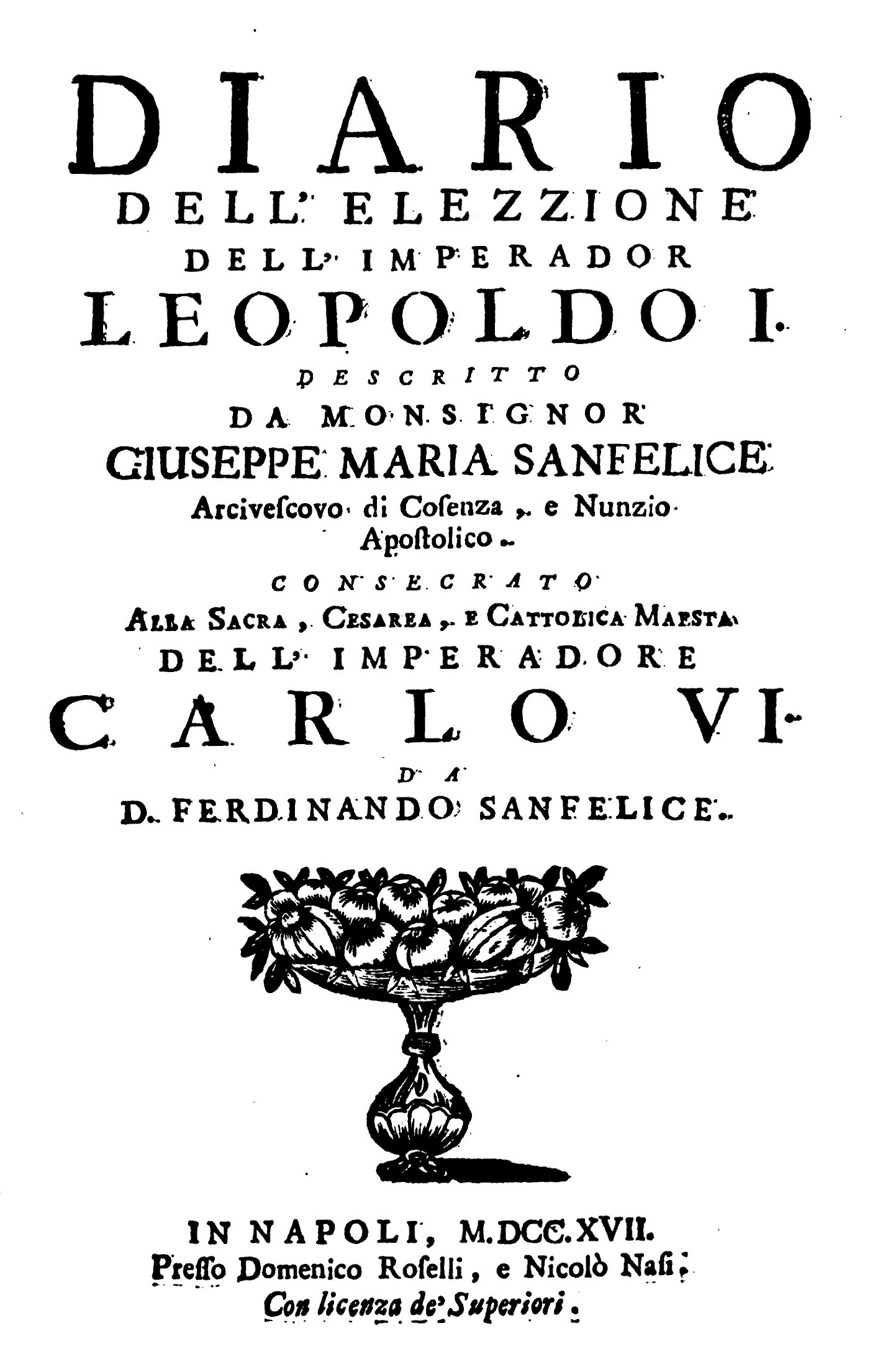
Von Sanfelice verfasstes Diarium der Wahl Leopolds I. 1658 in Frankfurt zum Kaiser (Druck: Neapel 1717)

Giuseppe Maria Sanfelice (* 16. Juli 1614 in Neapel; † 20. November 1660 in Rogliano) war ein italienischer römisch-katholischer Geistlicher. Er war Erzbischof von Cosenza und von 1652 bis 1659 Apostolischer Nuntius in Köln.

## Leben
Giuseppe entstammte der neapolitanischen Adelsfamilie Sanfelice. Seine humanistische Bildung erhielt er im erzbischöflichen Seminar in Neapel, seine philosophische am Jesuitenkolleg. 1631, erst 17-jährig, erlangte er den juristischen Doktorgrad. Bereits mit 24 wurde ihm vom Vizekönig von Sizilien ein bedeutendes Staatsamt anvertraut. Er entschied sich jedoch für die geistliche Laufbahn und ging nach Rom, wo er noch vor der Priesterweihe – die er erst kurz vor seiner Bischofsweihe empfing – zum Referendar an der Apostolischen Signatur ernannt wurde. 1643 setzte ihn Papst Urban VIII. als Gouverneur von Imola ein. Diplomatisches Geschick bewies er im Konflikt zwischen dem Herzogtum Parma und dem Kirchenstaat. Innozenz X. machte ihn zum Vizelegaten in Ferrara, sandte ihn zur Verhandlungsführung nach Fermo, als dort Unruhen gegen die päpstliche Verwaltung ausbrachen, und setzte ihn schließlich als Gouverneur von Perugia ein. 1650 ernannte er ihn zum Erzbischof von Cosenza. 1652 betraute er ihn mit der Nuntiatur in Köln. Von dort aus visitierte er zahlreiche Klöster. Er reiste in protestantische Territorien Deutschlands und in die Niederlande und förderte die Errichtung von Missionen und die Betreuung der Konvertiten. Er unterstützte Bartholomäus Holzhauser und empfahl ihn beim Heiligen Stuhl.
Alexander VII., der 1655 Papst wurde, bestätigte Sanfelice in seinem Amt und entsandte ihn im Juli 1658 als Sonderbeauftragten zur Kaiserwahl nach Frankfurt am Main. Zur Vorbereitung der Wahl hatte Sanfelice im Sommer des Vorjahre eine Konferenz der drei geistlichen Kurfürsten auf Schloss Kärlich initiiert. Nach langen Auseinandersetzungen und dem längsten Interregnum seit dem 13. Jahrhundert wurde schließlich der vom Heiligen Stuhl gewünschte Kandidat Leopold I. zum Nachfolger seines 1657 verstorbenen Bruders Ferdinand IV. bestimmt. Sanfelice verfasste über die Kaiserwahlund über seine Reisen als Nuntius ein Tagebuch (Diario), das sein Neffe Ferdinando Sanfelice 1717 drucken ließ.
1659 rief Alexander VII. Sanfelice, dessen Gesundheit schon angegriffen war, nach Rom zurück. Von dort begab er sich in sein Erzbistum und starb in Rogliano während einer Visitationsreise. Er wurde in der Kathedrale von Cosenza beigesetzt.